# ألان ستيوارت (سياسي)
ألان ستيوارت (بالإنجليزية: Alan Stewart)‏ هو سياسي أسترالي، ولد في 28 مارس 1938. حزبياً، نشط في حزب العمال الأسترالي. وقد انتخب عضو الجمعية التشريعية نيوساوث ويلز.